# Stenoniscus pleonalis
Stenoniscus pleonalis là một loài chân đều trong họ Stenoniscidae. Loài này được Aubert & Dollfus miêu tả khoa học năm 1890.